# Niasia
Niasia es un género de insecto coleóptero de la familia Chrysomelidae.

## Especies
Las especies de este género son:
- Niasia bukat Reid, 1998
- Niasia coeruleipennis Jacoby, 1899
- Niasia difformis Jacoby, 1889